# Doron Lamb
Doron Lamb (* 6. November 1991 in New York City, New York) ist ein US-amerikanischer Basketballspieler, der nach dem Studium seine professionelle Karriere in der am höchsten dotierten Profiliga NBA begann. Er spielt zuletzt in der Türkei bei Darüşşafaka Basketbol. 

## Karriere

### College
Lamb war Teil jenes College-Basketballteams der Kentucky Wildcats, welches 2012 unter John Calipari die NCAA Division I Basketball Championship gewann. Er war Starter auf der Shooting-Guard-Position und war im Finale am 2. April 2012 mit 22 Punkten Topscorer der Partie.

### NBA
Lamb wurde in der NBA Draft 2012 in New York City, etwas später als erwartet, an 42. Stelle von den Milwaukee Bucks ausgewählt. Er schaffte trotz einer durchwachsenen NBA Summer League den Sprung in den Profikader der Milwaukee Bucks. Sein bisher bestes Spiel bestritt Lamb am 15. Dezember 2012 gegen die Los Angeles Clippers. Am 21. Februar 2013 wurde Lamb zusammen mit Tobias Harris, Beno Udrih und einem Ausgleichsbetrag an die Orlando Magic transferiert. Die Bucks erhielten dafür Gustavo Ayón, J. J. Redick und Ishmael Smith.
Nach einer Saison bei den Magic wurde er im Sommer 2014 entlassen und bekam zunächst einen Vertrag bei den Dallas Mavericks, bevor er vor Saisonbeginn aus dem Kader gestrichen wurde. Schließlich bekam er aber einen Vertrag bei deren Farmteam Texas Legends in der NBA Development League (D-League).

## Persönliches
Die weit verbreitete Behauptung, Jeremy Lamb, Basketballspieler bei den Oklahoma City Thunder sei sein Bruder, ist falsch. 